# رايلي بارتولوميو
رايلي بارتولوميو (بالإنجليزية: Riley Bartholomew)‏ هو سياسي أمريكي، ولد في 1807، وتوفي في 1894. انتخب عضو مجلس ولاية مينيسوتا.